# ميرزا رحيم (لوداب)
ميرزا رحيم (بالفارسية: میرزا رحیم) هي قرية تقع في إيران في قسم لوداب الريفي. يقدر عدد سكانها بـ 239 نسمة .